# Тёмный красногузый попугай
Тёмный красногузый попугай (лат. Pionus fuscus) — птица семейства попугаевых.

## Внешний вид
Длина тела 27 см, хвоста 5 см; вес 179—222 г. Окраска оперения в бледных и тёмных, коричневых и красных тонах. Верхняя часть спины и крылья тёмно-коричневые с бледно-коричневым окаймлением. Нижняя часть тела красная с фиолетовым оттенком. Оперение головы чёрное с голубоватым оттенком. По лбу проходит тёмно-коричневая полоса. Подхвостье имеет светло-красную окраску, у некоторых особей имеется кайма фиолетового цвета. Клюв жёлтый с тёмным кончиком.

## Распространение
Обитает в юго-восточной Венесуэле, Гайане, Суринаме, Французской Гвиане и северной части Бразилии.

## Образ жизни
Населяют тропические леса, редко встречается на открытых равнинах.

## Размножение
В кладке от 3 до 5 яиц. Насиживание длится около 26—30 дней.